# Secretaria Municipal do Verde e do Meio Ambiente de São Paulo
| Secretaria Municipal do Verde e do Meio Ambiente (SVMA)                                             |                                 |
| Rua do Paraíso, 387 - Paraíso - São Paulo www.prefeitura.sp.gov.br/cidade/secretarias/meio_ambiente |                                 |
| Criação                                                                                             | 10 de outubro de 1993 (31 anos) |
| Atual secretário                                                                                    | Eduardo de Castro               |
| www.capital.sp.gov.br                                                                               |                                 |

A Secretaria Municipal do Verde e do Meio Ambiente de São Paulo ou (SVMA) da cidade de São Paulo foi criada em outubro de 1993, pelo então prefeito Paulo Maluf. É responsável pelas atividades de planejamento e coordenação das atividades de defesa do meio ambinete da capital paulista.
É a SVMA que define os critérios para conter a degradação ambiental e poluição e mantem relações com órgãos federais e de outros Estados ligados ao meio ambiente.
A Secretaria conta com departamentos que cuidam de áreas mais específicas dentro do escopo de atuação:

## Atividades

### Direção
- Secretário que faz o planejamento e a coordenação das diversas atividades de defesa do meio ambiente na capital, zelando pela cooperação com órgãos e entidades do governo federal, dos Estados e dos demais municípios.

- Secretário Adjunto

- Chefia de Gabinete

### Departamentos
A Secretaria conta com sete departamentos que cuidam de áreas mais específicas dentro do escopo de atuação:
- Departamento de Parques e Áreas Verdes (Depave) responsável pela administração e criação de novos parques e áreas verdes, pela produção de mudas ornamentais e preservação da fauna silvestre do município.

- Departamento de Controle de Qualidade Ambiental (Decont) responsável pelo controle, monitoramento e gestão da qualidade ambiental e biodiversidade.

- Departamento de Educação Ambiental e Cultura de Paz (Umapaz) a Universidade Aberta do Meio Ambiente e Cultura de Paz coordena e executa programas e ações educativas para incentivar a participação da sociedade na melhoria da qualidade ambiental. O departamento também é responsável pelos Planetários do município, pela Escola Municipal de Jardinagem, pela Universidade Aberta do Meio Ambiente e Cultura e Paz e pela Escola Municipal de Astrofísica.

- Departamento de Planejamento Ambiental (Deplan) que planeja e executa as ações necessarias para adequar a cidade ao novo cenário de mudanças climáticas, desenvolver planos de gestão de áreas públicas e zoneamento ambiental do município.

- Departamento de Gestão Descentralizada (DGD) que coordena as atividades das divisões técnicas dos Núcleos de Gestão Descentralizada e a articulação entre a secretaria e outros órgãos voltados ao meio ambiente. Atualmente são 10 núcleos espalhados pelo município.

- Departamento de Administração e Finanças (DAF) que planeja, desenvolve e gerencia as atividades relacionadas à área de finanças e orçamento da Secretaria do Verde e Meio Ambiente.

- Departamento de Participação e Fomento a Políticas Públicas (DPP) que estimula a participação da sociedade no planejamento ambiental e garante o funcionamento do Conselho Municipal do Meio Ambiente e Desenvolvimento Sustentável; Conselho do Fundo Especial do Meio Ambiente e Desenvolvimento Sustentável; do Fundo Especial do Meio Ambiente e Desenvolvimento Sustentável (FEMA) e dos dos Conselhos Regionais de Meio Ambiente, Desenvolvimento Sustentável e Cultura de Paz.[4][5]

### Diretorias
- Diretoria de Comunicação, Imprensa e Eventos que elabora as comunicações em geral com todas as mídias e também organiza Eventos, ligada ao gabinete do Secretário.

- Câmara Técnica de Compensação Ambiental (CTCA) onde se elabora, se planeja, se desenvolve, e se gerencia as atividades relacionadas às compensações ambientais no município de São Paulo, conhecido como Têrmo de Compensação Ambiental (TCA), ligada diretamente ao gabinete do Secretário.

## Histórico de secretários
- Werner Eugênio Zulauf (10/1993 a 11/1998) [6]
- Ricardo Itsuo Ohtake - (11/1998 a 12/2000)
- Stela Goldenstein (01/2001 a 11/2002)
- Adriano Diogo (12/2002 a 31/12/2004)
- Eduardo Jorge (01/01/2005 a 08/2012)
- Carlos R. Fortner (08/2012 a 31/12/2012) - interino
- Ricardo Teixeira (01/01/2013 a 17/02/2014)
- Wanderley Meira do Nascimento (18/02/2014 a 14/06/2015)
- José Tadeu Candelária (15/06/2015 a 10/12/2015)
- Rodrigo Pimentel Pinto Ravena (11/12/2015 a 31/12/2016)
- Gilberto Tanos Natalini (01/01/2017 a 14/08/2017)
- Fernando Von Zuben (15/08/2017 a 05/11/2017) - interino
- Eduardo de Castro (06/11/2017 - atual)